# Погассетты

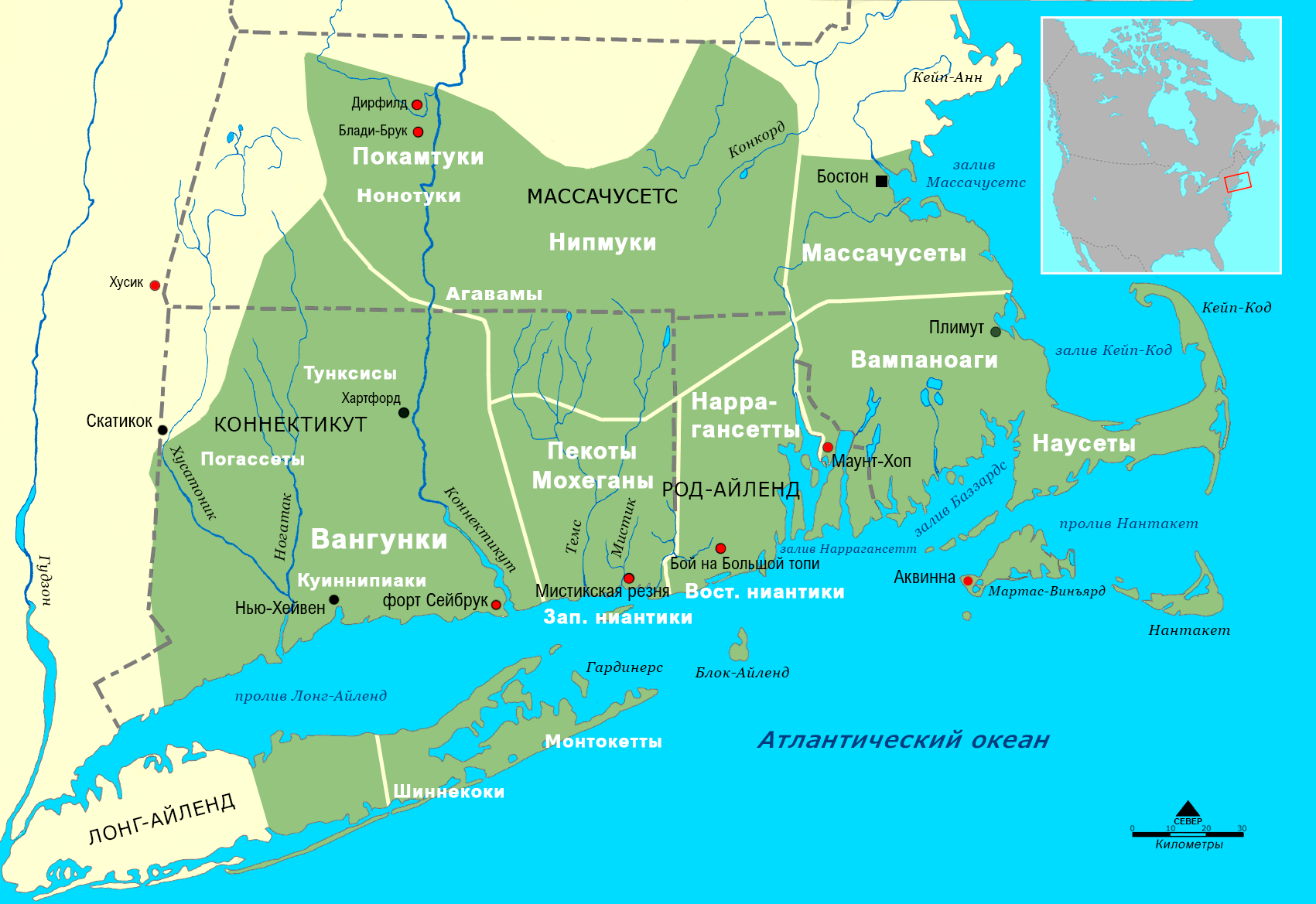
Традиционная территория погассеттов и соседних племён

Погассетты (англ. Paugussett) — алгонкиноязычное индейское племя, которое на ранней стадии европейской колонизации Северной Америки населяло западную часть современного американского штата Коннектикут. Говорили на языке куирипи, который являлся частью большой алгонкинской языковой семьи.

## Группы
Исторически погассетты делились на четыре группы.
- Веантиноки или уэнтиноки населяли территорию площадью около 1500 км² по обе стороны реки Хусатоник и вдоль её притока реки Стилл, на крайнем юго-востоке Нью-Йорка и на западе и северо-западе Коннектикута.
- Пекуонноки занимали около 350 км² земли вдоль реки Пекуоннок до атлантического побережья Коннектикута. Главная деревня группы располагалась на месте современного Бриджпорта.
- Собственно погассетты или индейцы Милфорда жили на восточном берегу реки Хусатоник, в районе нынешних Милфорда, Дерби и Шелтона на юго-востоке Коннектикута.
- Потатаки занимали около 1200 км² земли в окрестностях современных Ньютауна, Вудбери и Саутбери на западе и юго-западе Коннектикута.

## История

### Ранняя история
До прибытия первых европейских поселенцев погассетты населяли территорию на западе Коннектикута, к востоку от нижнего течения реки Хусатоник. Они занимались земледелием, охотой и рыболовством. Женщины выращивали основные культуры: кукурузу, фасоль и тыкву, а также табак, который использовался в ритуальных целях. Мужчины ловили рыбу как в пресной, так и в соленой воде, добывали моллюсков и охотились. Как и другие племена юга Новой Англии, погассетты сильно пострадали от евразийских инфекционных заболеваний.
В 1639 году была создана первая резервация для племени, её границы были обозначены несколько расплывчато, за исключением того, что они находятся к западу от Стратфорда и к востоку от Фэрфилда. В 1680 году город Стратфорд бесцеремонно проложил улицу Вашингтон-авеню прямо посередине земель резервации, отделив западную часть и сократив племенные наделы всего до 80 акров. В 1731 году погассетты разделились после смерти своего сахема Конкапотанауха, и многие из них присоединились к махиканам, делаварам и другим племенам. Оставшимся погассеттам были выделены три маленькие резервации: Тёрки-Хилл в Дерби, Корам-Хилл в Хантингтоне (современный город Шелтон) и Голден-Хилл в Бриджпорте. Белые фермеры постепенно вторгались на земли племени, так что к 1760-м годам под контролем индейцев оставалось лишь 8 акров. Погассетты подали официальную жалобу в Генеральный совет в Хартфорде, но не добились справедливости. В 1841 году в Трамбулле была создана резервация для замены предыдущих, но в 1854 году и она была распродана.

### Восстановление резервации
После нескольких лет службы моряком погассетт Уильям Шерман вернулся на землю своих предков в начале 1850-х годов и стал работать в Трамбулле. В течение 25 лет он копил деньги, чтобы купить землю. В 1875 году Шерман приобрёл ¼ акра. Через 11 лет он передал право собственности на эту землю попечителю племени. В том же году эта земля была принята штатом Коннектикут в качестве официальной резервации погассеттов.

### Современное положение
В 1980 году правительство Коннектикута снова подтвердило, что племя погассеттов из резервации Голден-Хилл на самом деле является законным индейским племенем и выделило им деньги на покупку ещё одной резервации, что позволило индейцам приобрести участок площадью 106 акров в Колчестере. В 1982 году племя впервые подало запрос в Бюро по делам индейцев, добиваясь федерального признания. Запрос не был удовлетворен. В 1991 году вождь погассеттов Большой Орёл путешествовал по миру как представитель племени. Он посетил Москву, а также пау-вау индеанистов под Лугой.
В 1996 году федеральное правительство снова отказало в признании погассеттам. Племя подало апелляцию и представило дополнительную историческую и генеалогическую документацию. В 2004 году им было окончательно отказано в федеральном признании.